# Kitee
Kitee (szw. Kides) – miasto i gmina w Finlandii. Jako gmina istnieje od 1631 roku, natomiast jako miasto od 1992.
Miasto znajduje się w dawnej prowincji Finlandia Wschodnia i jest częścią regionu Karelia Północna. Populacja gminy wynosi 10 024 (2003), zajmuje powierzchnię 1141,75 km², z czego 276,87 km² (prawie 25%) to woda. Gęstość zaludnienia wynosi 8,8 mieszkańca na km².
W Kitee urodziła się Tarja Turunen i powstał metalowy zespół Nightwish.